# Fort Walker
Fort Walker est une base militaire active appartenant à l'armée de terre des États-Unis, située près de la ville de Bowling Green en Virginie. Le nom du fort fut donné en hommage au prisonnière de guerre et chirurgienne militaire Mary Edwards Walker, également la seule femme à recevoir la Medal of Honor.
Il s'agit d'un centre d'entrainement militaire, de surface environnant les 310 km², ce qui en fait l'une des installations militaires les plus étendues de la côte est aux États-Unis.
Les unités militaires s'entrainent à toutes sortes de missions, par le biais d'entrainements de combat à l'arme légère, de manœuvres à armes multiples, et d'exercices de tirs à balles réelles.

## Historique
Après la guerre d'indépendance américaine, des munitions légères, des armes et munitions de guerre furent accumulées à New London, en Virginie, pendant des décennies. Ce nouveau fort contient le site de l'ancien arsenal de New London.
Au printemps 1940, la Division de l'état-major général américain a élaboré un plan permettant de lever une armée nationale de quatre millions d'hommes pour mener des opérations simultanées dans l'Océan Pacifique et en Europe. En juillet 1940, afin de mettre à jour ce plan, l'armée a commencé à rechercher un terrain à mi-chemin entre le fleuve Potomac et le haut de la baie de Chesapeake.
Fort A.P. Hill fut officiellement créé le 11 juin 1941, et fut notamment utilisé dans sa première année d'existence pour de manœuvres du 2e corps d'armée. À l'automne 1942, Fort A.P. Hill fut le lieu d'entrainement des troupes du général George S. Patton, qui ont envahi le Maroc français en Afrique du Nord.
Jusqu'en 1944, le site fut utilisé comme centre d'entrainement pour diverses unités militaires. À partir de 1944, la base accueille des candidats aux écoles d'officiers.
Jusqu'au 25 août 2023, le nom de la base militaire était «Fort A.P. Hill».
Fort Walker est aujourd'hui un centre de formation et de manœuvre axé sur la formation interarmées. Toutes les branches des forces armées y sont accueillies et l'installation a également permis la formation de soldats alliés étrangers.